# Komutacja kanałów
Komutacja kanałów, także komutacja łączy lub komutacja obwodów – działanie polegające na przydzieleniu wybranemu połączeniu wybranej sekwencji połączonych kanałów od terminala źródłowego do terminala docelowego. 

## Charakteryzacja, przykłady i zasady działania
Charakteryzuje się przesyłaniem danych między dwoma terminalami po fazie zestawiania połączenia. Polega na przydzieleniu danemu połączeniu dedykowanej sekwencji połączonych kanałów od terminala źródłowego do terminala docelowego i zarezerwowaniu jej na cały czas trwania połączenia. W sieciach z komutacją kanałów przesyłanie danych następuje dopiero po ustanowieniu połączenia, czyli uzyskaniu specjalnej trasy pomiędzy systemem nadawcy a systemem odbiorcy. Trasa jest sekwencją kolejno połączonych kanałów. Kanały te zostają zajęte przez cały czas, w którym trwa połączenie. Zarezerwowane kanały nie mogą być używane przez inne połączenia. Przykładem sieci z komutacją kanałów jest sieć telefoniczna. W metodzie tej w systemie sygnalizacyjnym (na podstawie nadanego adresu urządzenia końcowego wywoływanego) realizowany jest proces zestawiania drogi połączeniowej pomiędzy abonentami. W procesie łączenia wykorzystywane są wolne kanały, tzn. te, które nie wchodzą w skład drogi połączeniowej w innej relacji. Organizacja połączenia pomiędzy źródłem wiadomości i jej ujściem do sieci może być jednokierunkowa (simpleks) lub dwukierunkowa (dupleks). Zestawione połączenie funkcjonuje na czas realizacji jednej usługi (np. jednej rozmowy). Wiadomość jest nadawana jednocześnie we wszystkich kanałach wchodzących w skład drogi połączeniowej. Powinny one posiadać jednakową zdolność przepustową, chociaż systemy transmisji (modulacji) mogą być inne. Zestawianie drogi między urządzeniami końcowymi jest dokonywane w węzłach komutacyjnych sieci w ślad za nadanym adresem (np. nr abonenta docelowego). Wiadomość może być nadana dopiero po całkowitym zestawieniu drogi. W procesie zestawiania drogi połączeniowej może się zdarzyć, że wystąpi brak wolnych kanałów w danej części drogi lub zajęty będzie jeden z węzłów komutacyjnych pośredniczących. Wówczas w systemach telekomunikacyjnych z oczekiwaniem (kolejkowaniem zgłoszeń) urządzenie końcowe 1 będzie oczekiwać na zwolnienie się danego zasobu (węzła komutacyjnego) lub kanału. W systemach bez oczekiwania urządzenie końcowe 1 otrzyma sygnał o niemożności zestawienia połączenia oraz sygnał o braku możliwości realizacji usługi. W obu przypadkach mamy do czynienia z powstaniem opóźnienia w dostarczeniu wiadomości oraz zbyteczne zajmowanie kanałów i wyposażenia węzłów komutacyjnych w przypadku braku możliwości realizacji usługi. Ponadto, nawet gdy zestawione zostanie połączenie, to usługa może być niezrealizowana, np. ze względu na nieobecność adresata. Samo przesyłanie informacji odbywa się w 3 fazach:
- faza – ustanowienie połączenia
- faza – transfer danych
- faza – rozłączenie połączenia

Jedną z wad techniki komutacji kanałów jest konieczność ustanowienia połączenia między użytkownikami zanim zostaną przesłane dane.
Powoduje to powstawanie opóźnień w przesyłaniu informacji oraz to, że kanały są niewykorzystywane podczas zestawiana połączenia,
rozłączania połączenia oraz w przerwach między transmisją przy zestawionym połączeniu. W efekcie wzrasta koszt utrzymania takiej sieci a spada jej efektywność. Na plus można zaliczyć wysoką jakość transmisji poprzez trwały kanał (tzn. ustanowiony wcześniej kanał o niezmiennych parametrach).Technika ta wykorzystywana jest w sieciach gdzie przesyła się głos i dane. Zanim nastąpi transmisja danych użytkowych musi nastąpić faza zestawiania połączenia a po zakończeniu przesyłania tych danych, faza jego rozłączania. Po ustanowieniu połączenia następuje transmisja pakietów z danymi. Pakiety należące do jednego połączenia są jednoznacznie identyfikowane dzięki jego numerowi zawartemu w nagłówku każdego z pakietów. Rozłączenie połączenia podobnie jak jego tworzenie odbywa się dzięki specjalnemu pakietowi służbowemu, który powoduje usunięcie z węzłów informacji o numerze zestawionego wcześniej połączenia. Alternatywą komutacji kanałów jest komutacja wiadomości. W tej metodzie nie zestawia się trwałego połączenia między nadawcą i odbiorcą danych. Zamiast tego, jeśli nadawca ma do wysłania blok danych w postaci jednej wiadomości, jest on zapamiętany w najbliższym węźle i w dogodnej chwili kierowany do następnego węzła. Każdy blok odbierany jest w węzłach pośredniczących jako całość, sprawdzany na obecności przekłamań, a następnie retransmitowany do następnego węzła. Sieć komunikacyjna stosująca tę technikę nazywa się siecią typu "zapamiętaj i skieruj dalej" (store-and-forward). 
Zalety metody: 
- małe i stałe opóźnienia informacji między stacjami
- zachowanie struktury czasowej danych

Technika komutacji kanałów nie jest obecnie widziana jako rozwiązanie dla sieci teleinformatycznych. Główne wady: 
- konieczność zestawienia połączeń (rezerwacji zasobów) dla każdego rodzaju ruchu
- kanały o stałej szybkości zarezerwowane wyłącznie na rzecz danego połączenia
- słabe wykorzystanie zasobów telekomunikacyjnych (likwidacja wady w systemach TASI)
- długie czasy nawiązywania połączeń (likwidacja wady w systemach z szybką komutacją kanałów).[2]

## Przewaga krótkich pakietów w strumieniu danych
Analiza ruchu w łączu, które przenosi informacje generowane przez ruch internetowy, prowadzi do interesujących wniosków, potwierdzonych przez pomiary ruchu w rzeczywistych łączach [9]. Dzięki monitorowaniu ruchu pod kątem długości pakietów wiadomo, że prawie połowę całkowitej liczby przenoszonych pakietów stanowią krótkie pakiety długości 40 i 44 bajtów. Są to pakiety związane z protokołem TCP, przenoszące informacje potwierdzenia oraz segmenty sterujące, takie jak: SYN, FIN i RST. Pomijając problem nadmiarowości informacyjnej, wynikający ze stosunku liczby bitów nagłówka do faktycznej liczby bitów przenoszących informację w tego typu pakietach, trzeba podkreślić ogromny wpływ tych pakietów na przepustowość węzłów sieci. Decydującym czynnikiem jest tutaj czas potrzebny na przetworzenie informacji nagłówka, który jest taki sam, niezależnie od długości transmitowanych pakietów. Długość pakietów ma jedynie wpływ na stopień wykorzystania buforów. Przy dużych szybkościach transmisji może wystąpić zatem przeciążenie węzła, wynikające z konieczności przetworzenia zbyt dużej liczby pakietów w jednostce czasu, pomimo iż – pod względem wykorzystania pasma transmisyjnego – węzeł dysponuje jeszcze wolnymi zasobami.

## Faza – ustanowienie połączenia
- A i B – użytkownicy
- 1, 2, 3, 4, 5 – węzły sieci

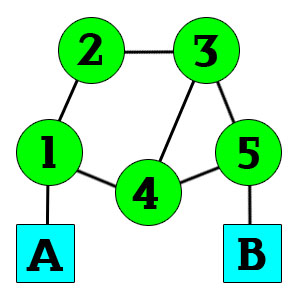

Jeżeli użytkownik A chce uzyskać połączenie z użytkownikiem B to wysyła do węzła 1 zadanie uzyskania połączenia.
Zwykle bywa tak, iż między użytkownikiem A a węzłem 1 połączenie już istnieje, gdyż to połączenie jest kanałem dzierżawczym (linia wydzielona).
Następnie węzeł 1 znajduje kolejny węzeł na trasie do użytkownika B. Zakładamy, że wybrał węzeł 4. Węzeł 1 rezerwuje kanał łączący go z węzłem 4 i przesyła do węzła 4
zadanie połączenia z użytkownikiem B. Następnie węzeł 4 rezerwuje kanał do węzła 5 i dołącza go do wcześniej zarezerwowanego kanału między węzłem 4 a 1. Zadanie połączenia
przechodzi do węzła 5. W ten sposób zostaje utworzona trasa między użytkownikiem A a węzłem 5. Węzeł 5 dołącza następnie już do utworzonego połączenia kanał łączący go z użytkownikiem B. W ten sposób
następuje połączenie między użytkownikami A i B. Przez to połączenie zostają przesyłane wiadomości mające na celu ustalenie czy użytkownik B zgadza się na to połączenie.

## Faza – transfer danych
Wymiana danych między użytkownikami połączeniem ustanowionym w poprzedniej fazie.

## Faza – rozłączanie połączenia
Odbywa się poprzez wysyłanie odpowiednich wiadomości kolejno do węzłów 1, 4 i 5. Powoduje to, że kanały wchodzące w skład połączenia są zwalniane i mogą już służyć do łączenia pomiędzy innymi użytkownikami.

## Wielostrumieniowa technika komutacji kanałów
Technika ta łączy ze sobą własności techniki komutacji kanałów i zasady multipleksacji. Polega ona na tym, iż na jednej linii łączącej użytkownika z siecią można realizować wiele kanałów.
Dane przesyłane w danym kanale, można przesłać następnie do innego użytkownika postępując według zasad analogicznych do techniki komutacji kanałów.
W ten sposób dowolny użytkownik może mieć jednocześnie otwartych wiele połączeń do innych użytkowników.

## Przykłady wykorzystania komutacji kanałów
- sieć telefoniczna
- sieć ISDN

## Sieci z poszczególnymi technikami komutacji
- komutacja kanałów - PSTN, ISDN, GSM,
- komutacja komórek - ATM,
- komutacja ramek - Frame Relay,
- komutacja pakietów - TCP/IP.

## Charakterystyka ruchu internetowego typu self-similar
Po przeprowadzeniu wielu pomiarów stwierdzono występowanie ruchu internetowego typu self-similar. Ogólnie termin ten oznacza, że ruch w sieciach internetowych ma te same charakterystyki, niezależnie od liczby jednoczesnych sesji w dany łączu fizycznym. Porównując ruch internetowy z ruchem głosowym, pochodzącym od wielu użytkowników. Można zauważyć, że w miarę zwiększania liczby przepływów głosowych charakterystyka zagregowanego ruchu staje się coraz bardziej gładka. Jednocześnie wariancja ruchu głosowego gwałtownie zmniejsza się, w miarę zwiększania przepływu zagregowanego. Nie zaobserwowano tego zjawiska w przypadku ruchu internetowego. W rzeczywistości wariancja tego procesu zmniejsza się, lecz o wiele wolniej. Właściwość ta jest określana zazwyczaj terminem long-range dependence.